# 蓮泉寺 (安城市)
蓮泉寺（れんせんじ）は、愛知県安城市にある真宗大谷派の寺院。山号は石川山。

## 由緒
明応2年(1493年)、石川政康の第四子康頼が、明了と称す僧となって創建したと伝わる。実如の裏書がある方便法身阿弥陀如来像を本尊とした、三河石川氏の菩提寺である。境内西に石川政康の墓のほか、大浜騒動で処刑された石川台嶺ら護法有志の墓もある。本堂は文正年間に政康と明了によって建立され、寛政11年に一部古材を使用して再建されたものである。
　

## ギャラリー

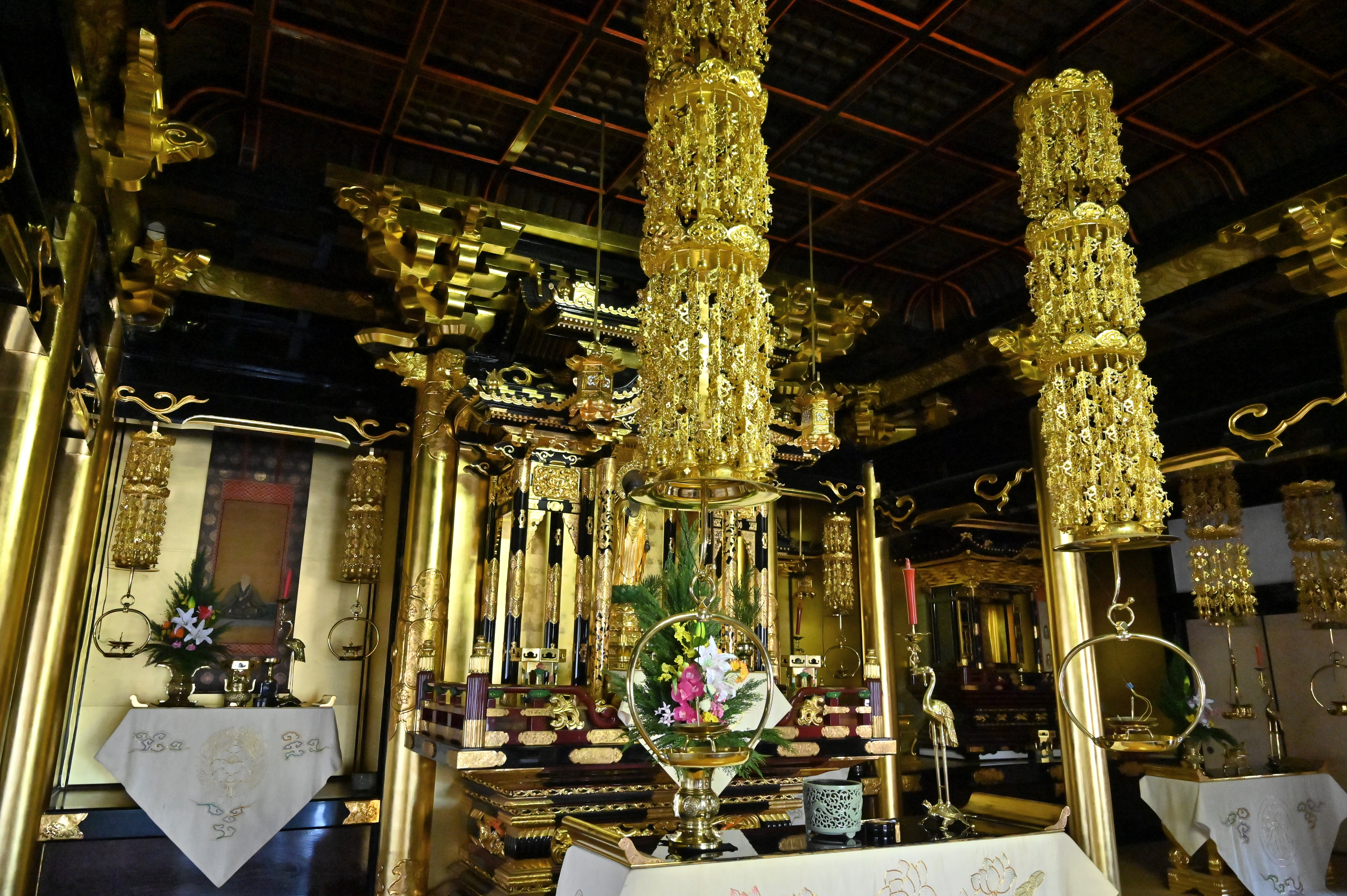
本堂内陣
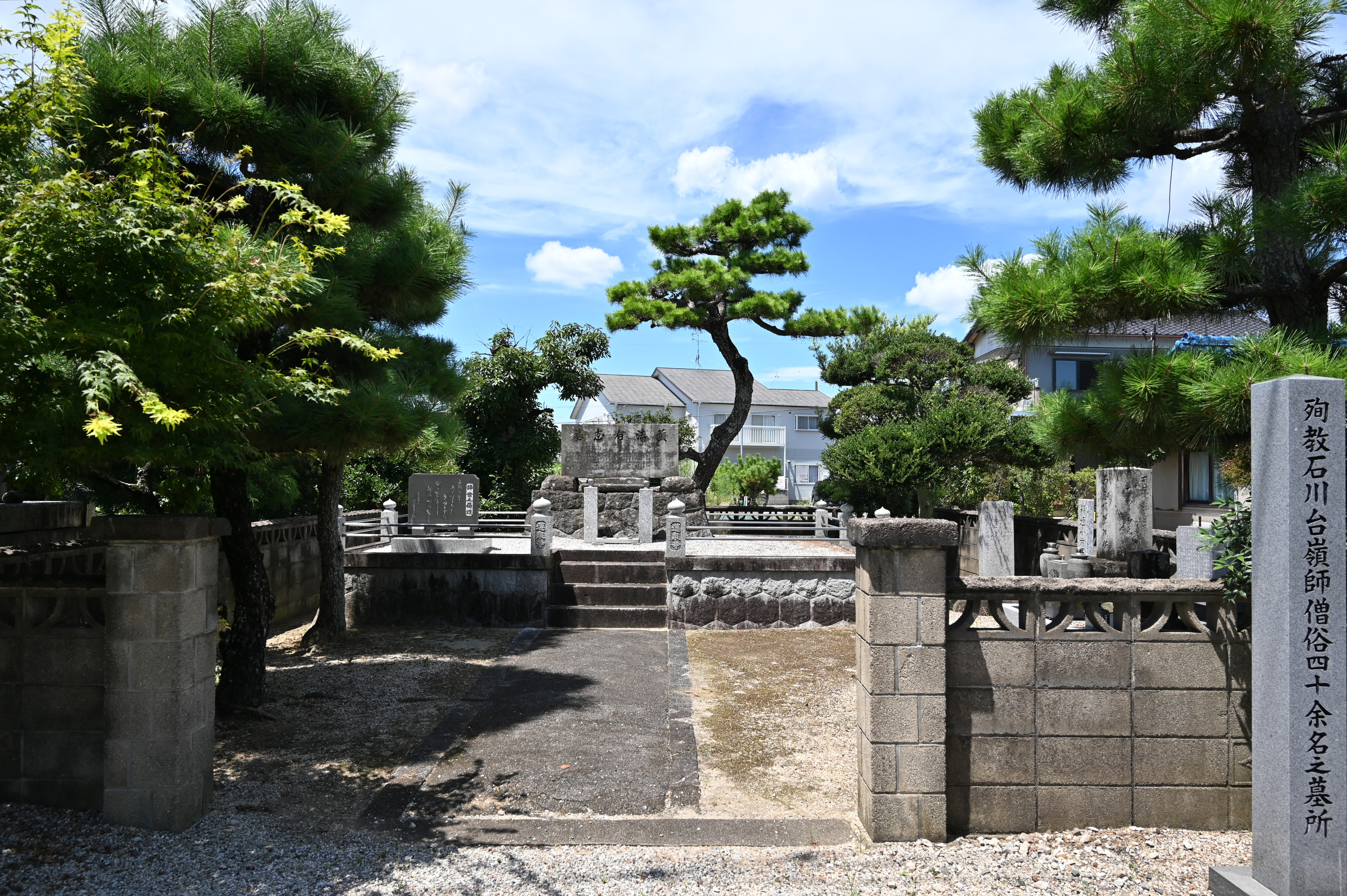
大浜騒動の護法有志の墓